# Mykoła Markewycz
Mykoła Markewycz (ros.: Николай Андреевич Маркевич - Nikołaj Markiewicz, ukr.: Микола Андрійович Маркевич, w wersji spolszczonej: Mikołaj Markiewicz; ur. 26 stycznia?/7 lutego 1804 we wsi Dunajeć; zm. 9 czerwca?/21 czerwca 1860 w Turiwce) – ukraiński historyk, etnograf, poeta i kompozytor wywodzący się ze szlachty kozackiej. Tworzył w języku rosyjskim.

## Życiorys
Mykoła Markewycz urodził się w zubożałej rodzinie dworiańskiej. Wśród jego przodków byli ważni przedstawiciele starszyzny kozackiej, urzędnicy Hetmanatu oraz dyplomaci. Ród Markowiczów, którego niektórzy członkowie używali spolonizowanej formy nazwiska "Markiewicz", został wpisany do księgi szlachty guberni czernihowskiej.
We wczesnym dzieciństwie wychowywał się u dziadka i innych krewnych. W latach 1804–1809 mieszkał u dziadka we wsi Połoszki, u prababki i ciotki we wsi Dunajeć, a od 1809 w Sokyryncach, potem zaś do 1814 – w Rudiwce (rejon pryłucki).
Od 1814 r. uczył się w prywatnej szkole Pawła Bileckiego-Nosenki.
W latach 1817–1820 zdobył wyższe wykształcenie w Głównym Instytucie Pedagogicznym w Petersburgu, zaś naukę gry na fortepianie u Johna Fielda. Podczas nauki w Petersburgu związał się z Lwem i Aleksandrem Puszkinami, Michaiłem Glinką oraz Wilhelmem Küchelbeckerem, późniejszym dekabrystą. W tym okresie powstały pierwsze utwory poetyckie Markewycza, w których wyraźne są wpływu twórczości Byrona.
W 1820 r. z woli ojca wstąpił do wojska. Służył w randze junkra w Kurlandzkim Pułku Dragonów. W trakcie służby wojskowej podtrzymywał swoje kontakty z dekabrystami, zwłaszcza z Towarzystwa Południowego (Pawieł Pestel, Sergiej Wołkoński, Wilhelm Küchelbecker, Konrad Rylejew) oraz pisarzami (Hryhorij Kwitka-Osnowjanenko, Jewhen Hrebinka). Armię opuścił w 1824 roku w stopniu porucznika.
Od tego czasu aż do śmierci przebywał głównie w swoim majątku we wsi Turówka (Турівка - obecnie rejon koriukowski). Poślubił córkę pryłuckiego ziemianina Juliannę Rakowicz, z którą miał dziesięcioro dzieci. Najbardziej znanym jego potomkiem jest Andriej Markowicz (1830–1907), działacz społeczny, etnograf, muzyk, filantrop. 
Mykoła Markewycz przez wiele lat przyjaźnił się z Tarasem Szewczenką, który dedykował mu wiersz "Бандуристе, орле сизий!" ("Bandurzysto, orle siwy!"). Szewczenko czerpał też inspirację z prac historycznych Markewycza (por. "Gamalej", "Noc Tarasa", "Iwan Pidkowa").

## Twórczość
Mykoła Markewycz jest autorem zbiorów wierszy, w tym opublikowanych w 1831 roku w Moskwie, "Ukraińskich melodii", w których swoje odbicie znalazły podania i wierzenia ludowe, a także opowieści o postaciach historycznych Ukrainy. W latach 1842–1843 Markewycz opublikował w Moskwie swoje największe dzieło "Historię Małorusi" w 5 tomach, utrzymaną w duchu romantycznym i niezbyt oryginalną, jeśli chodzi o dwa pierwsze tomy. Dużą wartość historyczną mają trzy kolejne tomy zawierające materiały źródłowe, dokumenty, listy urzędników, tabele itd.
Wielką wartość naukową ma także bogata kolekcja Markewycza składająca się ze źródeł historycznych do dziejów Ukrainy w XVII-XVIII wieku, znajdująca się obecnie w Moskwie.
Prócz poezji i historiografii Markewycz jest także autorem wielu prac etnograficznych oraz niedokończonego "Wielkiego historycznego, mitologicznego, statystycznego i procentowego słownika Imperium Rosyjskiego".
W muzyce znany jest jako twórca akompaniamentu do dumki Szewczenki Нащо мені чорні брови (Po co mi czarne brwi).
Zajmował się też rolnictwem, m.in. opublikował pracę na temat tytoniu.
W swojej różnorodnej twórczości był jednym z pierwszych pisarzy ukraińskich, który stworzył romantyczny wizerunek ludowego pieśniarza (kobziarza-bandurzysty-lirnika) i połączył motyw bohaterstwa Kozaków z ówczesną sytuacją polityczną Ukrainy i narodowymi oraz społecznymi aspiracjami Ukraińców. Pośrednio i bezpośrednio jego twórczość przyczyniła się do rozwoju ukraińskiego ruchu narodowego.

## Dzieła
- "Elegie i melodie żydowskie" ("Элегии и еврейские мелодии"), 1829
- "Wiersze erotyczne i Parisina" ("Стихотворения эротические и Паризина"), 1829
- "Ukraińskie melodie" ("Украинские мелодии"), 1831
- "Wielki historyczny, mitologiczny, statystyczny i procentowy słownik Imperium Rosyjskiego" ("Большой исторический, мифологический, статистический и прочий словарь Российской империи"), Moskwa 1836 (niedokończony)
- "Ukraińskie melodie ludowe przełożone na fortepian" ("Народные украинские напевы, положенные на фортепиано"), Moskwa 1840
- "Mazepa", 1841
- "Hetmaństwo Barabasza", 1841,
- "Historia Małej Rusi" ("История Малороссии"), 1842/43
- "O pierwszych hetmanach małoruskich", 1848
- "O Kozakach", 1858
- "Zwyczaje, wierzenia, kuchnia i napoje Małorosjan" ("Обычаи, поверья, кухня и напитки малороссиян"), Kijów 1860